# Партия антикоммунистического единства
Партия антикоммунистического единства (англ. Partido de Unificación Anticomunista; PUA) — гватемальская правая политическая партия. Основана в 1948 Франсиско Хавьером Араной, распалась в 1963. Воссоздана Лионелем Сисниегой Отеро в 1983. Поддерживала военно-диктаторские режимы Кастильо Армаса и Риоса Монтта. На антикоммунистической основе совмещала различные идеологические направления, от христианской демократии до фалангизма. Практически полностью утратила влияние после окончания гражданской войны.

## Создание
В 1944 году Гватемальская революция свергла диктаторский режим Хорхе Убико. Власть перешла к революционной хунте, лидеры которой Хакобо Арбенс Гусман и Франсиско Хавьер Арана конкурировали между собой и придерживались противоположных политических взглядов: Арбенс был левым, Арана — праворадикальным популистом.
В октябре 1948 Арана учредил свою Партию антикоммунистического единства как собственное политическое орудие. Предполагалась, что при поддержке военных и профсоюзов харизматичному лидеру и его партии гарантирована победа на выборах 1950. Однако в 1949 Арана был убит.

## Антикоммунистический плюрализм
Партия выступала против «Гватемальской революции» и правительства Арбенса, поддержала переворот 1954 и правительство Кастильо Армаса. После убийства Армаса в 1957 PUA выступала за продолжение его политики, критиковала нерешительность преемников, действовала в фактическом альянсе с Движением национального освобождения (MLN) Марио Сандоваля Аларкона.
Идеология PUA основывалась на радикальном и жёстком антикоммунизме. Но в этих рамках в партии допускался довольно широкий идеологический спектр (в отличие от однородно ультраправого MLN). Одни активисты исповедовали фалангизм и неофашизм, другие являлись христианскими демократами в духе Демичели, третьи ориентировались на модель мексиканской Институционно-революционной партии.
Постепенно MLN постепенно фактически монополизировало влияние на крайне правом фланге гватемальской политики. В 1963, после свержения Идигораса Фуэнтеса, PUA распалась.

## Поддержка Риоса Монтта
В марте 1982 очередной переворот привёл к власти генерала Эфраина Риоса Монтта. Его ультраправые антикоммунистические взгляды вполне отвечали позициям MLN. Но сотрудничество военного правительства с гражданскими ультраправыми не удавлось наладить из-за персональных противоречий Риоса Монтта с Сандовалем Аларконом и евангелического фанатизма нового президента.
Ряд влиятельных деятелей MLN во главе с журналистом и организатором боевиков Mano Blanca Лионелем Сисниегой Отеро поддержали Риоса Монтта. Им пришлось покинуть MLN и объявить о воссоздании PUA. Идеология возрождённой партии была более однозначной, чем прежде. Она мало отличалась от MLN, за исключением полной лояльности правительству Риоса Монтта. PUA выступала как одна из политических структур «риосмонттизма».

## Потеря влияния
После восстановления конституционных порядков и прекращения гражданской войны PUA утратила серьёзное политическое влияние. На выборах в Конституционную ассамблею 1984 года партия получила около 3 % голосов, на парламентских выборах 1985 — менее 2 %. Главной причиной стала дезактуализация коммунистической угрозы.
С начала 1990-х крайне правые силы Гватемалы сконцентрировались в Гватемальском республиканском фронте, затем в организациях сторонников Риоса Монтта, созданных на основе бывших Патрулей гражданской самообороны. Особое место среди них заняла Ассоциация военных ветеранов Гватемалы (Avemilgua). По инициативе Avemilgua при участии Сисниеги Отеро в 2008 году был создан консервативно-националистический Фронт национальной конвергенции (FCN). Кандидат FCN Джимми Моралес был избран президентом на выборах 2015 года.